# Marcia Wilkinson
Pour les articles homonymes, voir Wilkinson.
Marcia Isobel Pamela Wilkinson, née Harvey le 11 septembre 1919 et morte le 4 février 2013, est une neurologue et chercheuse britannique, directrice médicale de la London Migraine Clinic. 
Au début de sa carrière, elle apporte une contribution importante à la compréhension et au traitement chirurgical du syndrome du canal carpien. En 1963, elle créé une unité de réadaptation pour les jeunes handicapés, ce qui a radicalement amélioré leurs chances de rentrer chez eux plutôt que de continuer à être pris en charge comme c'était la norme à l'époque. Elle dirige des recherches à la London Migraine Clinic, développant de nouvelles méthodes pour le traitement pour la gestion des migraines. En 2000, elle devient la première récipiendaire du prix Elizabeth Garrett Anderson pour sa contribution à l'allégement du fardeau des personnes migraineuses. 

## Biographie

### Jeunesse et éducation
Marcia Harvey naît le 11 septembre 1919 à Sheffield, en Angleterre, de Constance Armine (née Sandford) et Cosmo George St Clair Harvey, colonel de la Royal Artillery. Elle fréquente l'école Wycombe Abbey puis étudie la médecine au Somerville College d'Oxford, où elle est également une sportive accomplie en tennis, crosse et squash. En 1944, elle épouse le Dr Anthony Wilkinson qui meurt au combat quelques semaines plus tard.  

### Carrière
Après avoir obtenu son diplôme, elle travaille à l'hôpital Radcliffe, à Oxford, puis à l'hôpital Maida Vale avec le neurologue Russell Brain. Son premier article, publié dans The Lancet en 1947 et co-écrit avec Brain, est considéré comme un jalon dans la compréhension et le traitement chirurgical du syndrome du canal carpien. 
En 1949, elle occupe un poste de chercheur à la Fondation Nuffield au Bernhard Baron Pathological Institute du Royal London Hospital, où elle étudie la dégénérescence de la colonne vertébrale (spondylolyse). Elle utilise ses recherches comme sujet de sa thèse de docteur en médecine. En 1952, elle épouse un dermatologue, Louis Sefton. Ils ont ensemble deux filles, Ottilie et Armine. Il meurt 4 ans après leur mariage. 
En 1953, elle est consultante à l'hôpital Elizabeth Garrett Anderson, à Londres, y restant jusqu'en 1984. Elle occupe également des postes au Hackney Hospital, au South London Hospital et au St Margaret's Hospital.
En 1963, elle crée une unité de réadaptation à l'hôpital Eastern de Hackney pour les jeunes handicapés qui ont subi des blessures crâniennes. Son approche de la réadaptation diffère radicalement des autres unités, les patients demeurant à l'unité en moyenne pendant cinq mois, entreprenant de la physiothérapie et de l'ergothérapie pour maximiser leur rétablissement. Avec cette approche, 87 % des patients rentrent chez eux, alors que dans d'autres unités, beaucoup sont restés en soins pour le reste de leur vie après avoir eu en moyenne seulement quatre à six semaines de rééducation. 
En octobre 1963, influencée par la thèse d'Elizabeth Garrett Anderson sur les migraines, que Wilkinson a traduite du français, et ses propres expériences en tant que migraineuse, elle crée une clinique de la migraine à l'hôpital Elizabeth Garrett Anderson. La clinique traite des patients et effectue des recherches. 
En 1970, elle est nommée directrice médicale de la City Migraine Clinic (plus tard Princess Margaret Migraine Clinic). Le travail de la clinique conduit à un changement dans le traitement des migraines grâce à l'utilisation du métoclopramide pour aider l'absorption gastrique de l'analgésique combinée au repos dans des pièces calmes et sombres. Lorsque la clinique est menacée de fermeture en 1979, Wilkinson fait pression et obtient le financement nécessaire 24 heures avant la fermeture.
Wilkinson prend sa retraite en 1999. Elle meurt dans son sommeil le 4 février 2013.

## Distinctions
- Membre du Royal College of Physicians (1963)
- Distinguished Clinician Award, Association américaine pour l'étude des maux de tête (1982)
- Prix Elizabeth Garrett Anderson (2000)[6]
- Membre honorifique, American Neurological Association
- Membre d'honneur, Association scandinave de la migraine
- Membre honoraire, Association britannique pour l'étude de la migraine
- Membre honoraire, Association anglo-néerlandaise de la migraine
- Conférence annuelle Marcia Wilkinson (1993-), Association anglo-néerlandaise de la migraine[7]